# Мік Маккарті
Майкл Джозеф «Мік» Маккарті (англ. Michael Joseph "Mick" McCarthy; нар. 7 лютого 1959) — ірландський футболіст та тренер. Тренує клуб другого англійського дивізіону «Блекпул».
Кар'єра гравця пов'язана виключно з клубами «Барнслі», «Манчестер Сіті», «Селтік», «Ліон» та «Міллуол», а також національною збірною командою Ірландії, за яку провів 57 матчів.

## Перемоги

### Гравець
- Чемпіон Шотландської Прем'єр-ліги: 1987-88 Селтік
- Володар кубка Шотландської Прем'єр-ліги: 1988 Селтік та 1989 Селтік

### Тренер
- Чемпіонат Футбольної Ліги 2004-05 Сандерленд
- Чемпіонат Футбольної Ліги 2008-09 Вулвергемптон Вондерерз